# Johann Peter Wagner (Lithograf)
Johann Peter Wagner (* 1802 in Mannheim; † 1847 in Karlsruhe) war ein deutscher Maler, Lithograf und Druckereibesitzer.

## Leben
Nach einer Lehre in der Steindruckerei des Onkels Karl Wagner in Karlsruhe nahm Wagner 1823/24 ein Studium an der Königlichen Akademie der Bildenden Künste in München auf. Um 1824/25 folgte ein Parisaufenthalt. Dort begegnete er dem Maler Carl Ludwig Frommel. Um 1826/27 reiste er nach Italien, nach 1827 erfolgte die Übernahme der Steindruckerei seines Onkels unter dem Namen Lithographische Kunstanstalt J.P. Wagner in Karlsruhe. Wagner wurde Vorsitzender des 1831 gegründeten Gewerbevereins und Mitglied der Karlsruher Museumsgesellschaft. Er war außerdem Karlsruher Gemeinderat.